# Munish Wadhia
Munish Wadhia, född 11 november 1972 i Mombasa, Kenya, är en svensk konstnär. Han är konstnärligt utbildad i London, har en master i måleri från Royal College of Art och en BA i måleri från Wimbledon School of Art (University of the Arts London).
Wadhia arbetar experimentellt och gränsöverskridande med olika konstnärliga uttryck och bearbetar ofta frågor rörande kulturarv, kollektiva minnen och förträngningar i en postkolonial värld. Några typiska exempel är hans visuella arbeten med svenska tändsticksetiketter och vapenproduktion.
Wadhia är representerad på flera svenska kulturinstitutioner, bland andra Tändsticksmuseet i Jönköping (2020), Grafikens hus (2021-2022) och IASPIS (2024). Han har även deltagit i många grupputställningar och visat separatutställningar på bland annat Konstakademien (2022) och Eskilstuna Konstmuseum (2025).